# مارا کیسلینگ
مارا کیسلینگ (به انگلیسی: Mara Keisling) (زاده ۲۹ سپتامبر ۱۹۵۹) کنشگر آمریکایی است.
او یک زن ترنس است.